# Kościół św. Mikołaja w Sulerzyżu
Kościół świętego Mikołaja w Sulerzyżu – rzymskokatolicki kościół parafialny należący do parafii pod tym samym wezwaniem (dekanat ciechanowski zachodni diecezji płockiej).
Budowa obecnego, murowanego kościoła według projektu architekta Józefa Piusa Dziekońskiego została rozpoczęta w 1908 roku przez księdza Aleksandra Kasińskiego. Po śmierci ks. Kasińskiego w 1912 roku, jego następca, ks. Roman Mossakowski, kontynuował prace budowlane, które zakończyły się w 1913 roku, natomiast wieża została ukończona dopiero w 1926 roku. Wykańczanie kościoła prowadzili następni proboszczowie: ks. Wacław Ozdobiński i ks. Stanisław Bobiński. Dzięki staraniom tego ostatniego, świątynia została konsekrowana przez biskupa pomocniczego Leona Wetmańskiego w dniu 1 czerwca 1932 roku, dwadzieścia cztery lata od rozpoczęcia prac budowlanych. Ołtarz główny (bez nastawy) został wykonany w 1924 roku, natomiast nastawa dopiero po zakończeniu II wojny światowej (1947 rok). Dwa ołtarze boczne (pod wezwaniem św. Anny i Matki Boskiej Częstochowskiej) zostały wstawione po 1950 roku. W 1960 roku w kościele została wykonana polichromia według projektu Władysława Drapiewskiego. Po zakończeniu wojny zamontowane zostały w świątyni organy o trakturze pneumatycznej, pochodzące z dawnej świątyni ewangelickiej w Woli Młockiej.
Do zabytków sztuki sakralnej należą m.in.: monstrancja wieżyczkowa w stylu późnorenesansowym z początku XVII wieku, relikwiarz w kształcie krzyża w stylu renesansowym z 1562 roku.